# Bezzia sevanica
Bezzia sevanica är en tvåvingeart som beskrevs av Remm 1974. Bezzia sevanica ingår i släktet Bezzia och familjen svidknott. Inga underarter finns listade i Catalogue of Life.